# Małe Morskie Oko
Das Kleine Meerauge (polnisch Małe Morskie Oko) in Polen ist einer der drei Fischseen (polnisch Rybie Stawki), auch Fischaugen (polnisch Rybie Oczy) genannt, in dem Fischbachtal (polnisch Dolina Rybiego Potoku) in der Hohen Tatra.
Dieser Gletscherrandsee befindet sich in der Landgemeinde (polnisch Gmina wiejska) Bukowina Tatrzańska. Er liegt in einer streng geschützten Torflandschaft und ist nicht zugänglich. Er ist ein Refugialraum für viele Tier- und Pflanzenarten. Nahe dem See verläuft der obere Teil der Panoramastraße Oswald-Balzer-Weg.
Das Kleine Meerauge sollte nicht mit dem nahe liegenden Meerauge (polnisch Morskie Oko) verwechselt werden.